# Iglesia de San Manuel y San Benito

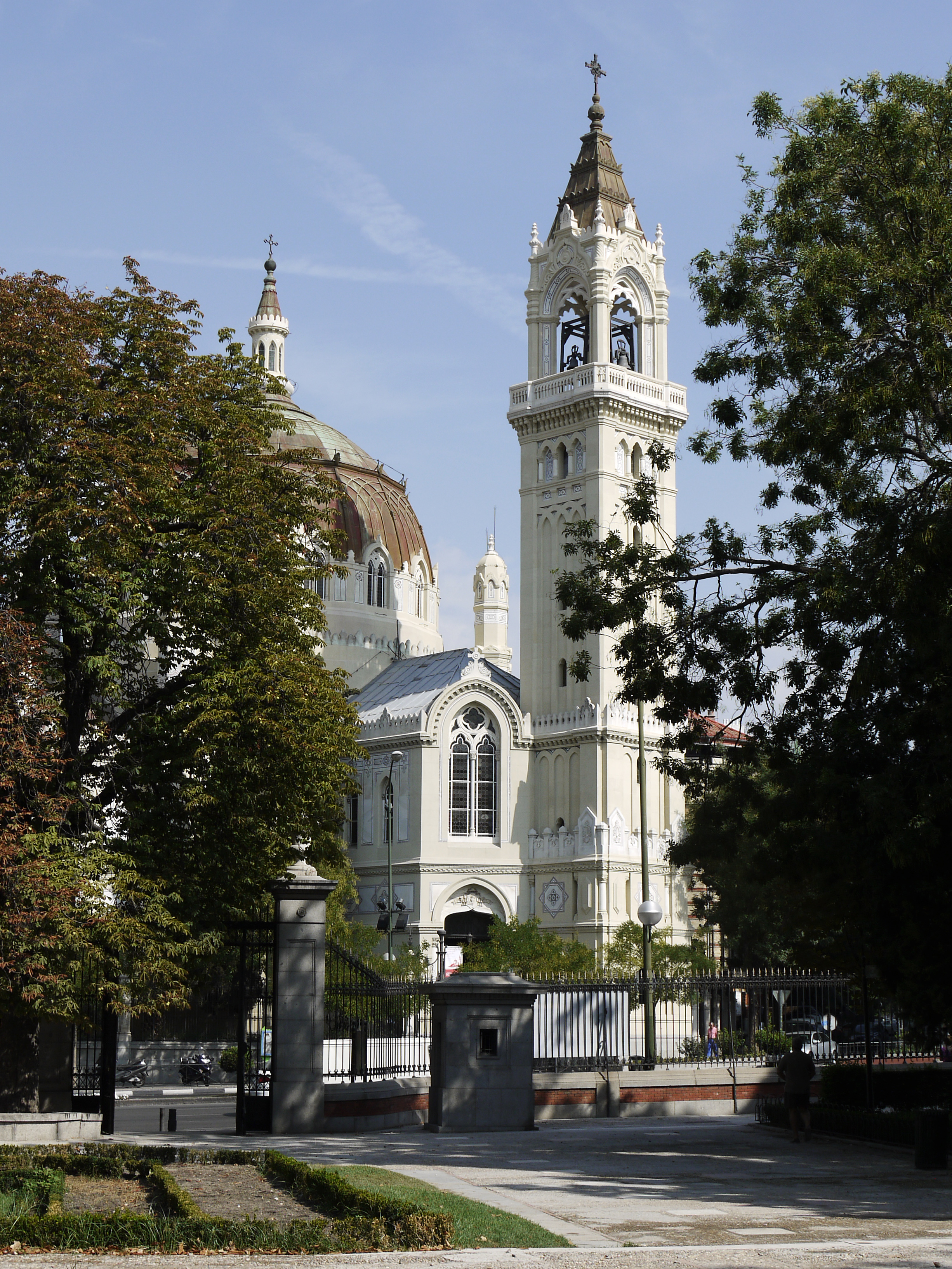
Iglesia de San Manuel y San Benito.

Iglesia de San Manuel y San Benito är en kyrkobyggnad i Madrid, belägen vid  calle de Alcalá, 83, mitt emot Retiroparken. Kyrkan uppfördes under åren 1902 till 1910 för Augustinerorden och är ett verk av arkitekten Fernando Arbós y Tremanti. Bidragsgivare till verket var den katalanska företagaren Manuel Caviggioli och hans maka Benita Maurici, vilka donerade marken för detta ändamål.
Byggnaden är ett bra exempel på nybyzantinsk arkitektur i Madrid, liksom Panteón de Hombres Ilustres, som även den är ett verk av Arbós. 
Kyrkan har ett centralskepp (grekiskt kors), med en stor kupol över pendentiv som symboliskt representerar de fyra evangelisterna. I kyrkans interiör märks ett sidokapell, med ett altare av vit marmor i mitten och de två gravarna på sidorna för det katalanska paret. I fasaden märks tornet, uppfört som ett italienskt klocktorn. Kyrkans restaurering genomfördes med ledning av arkitekten José Antonio Arenillas.

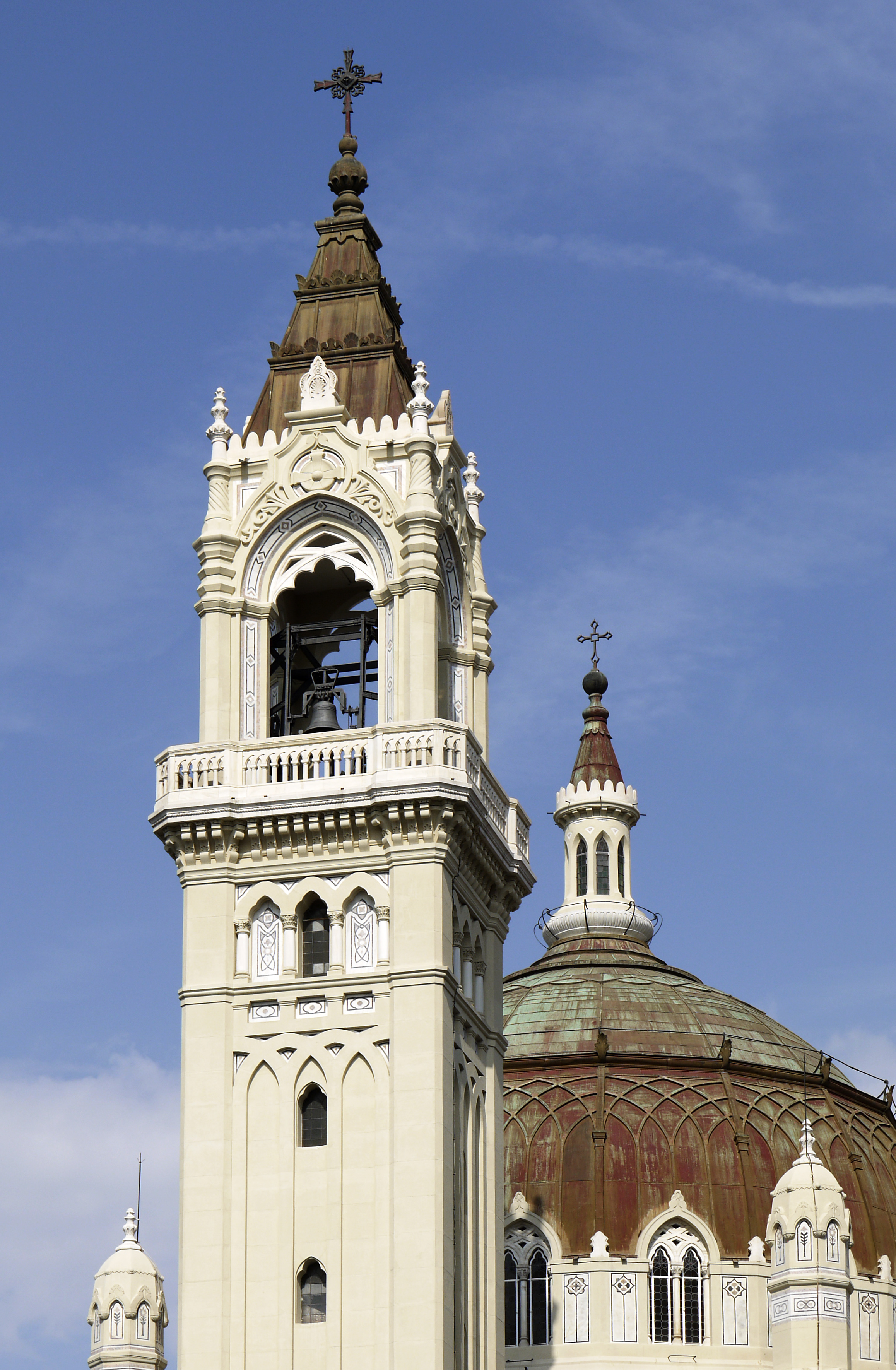
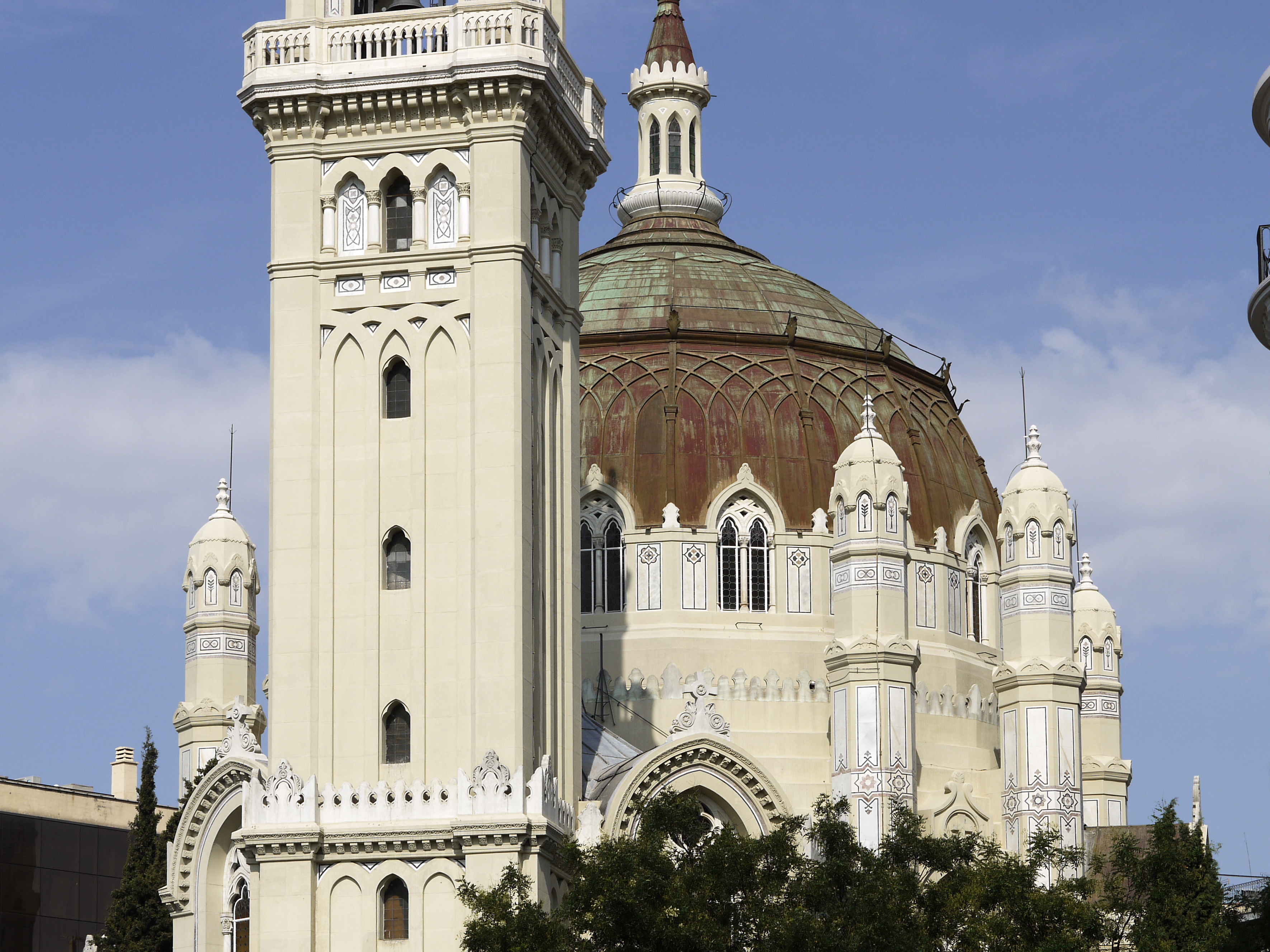
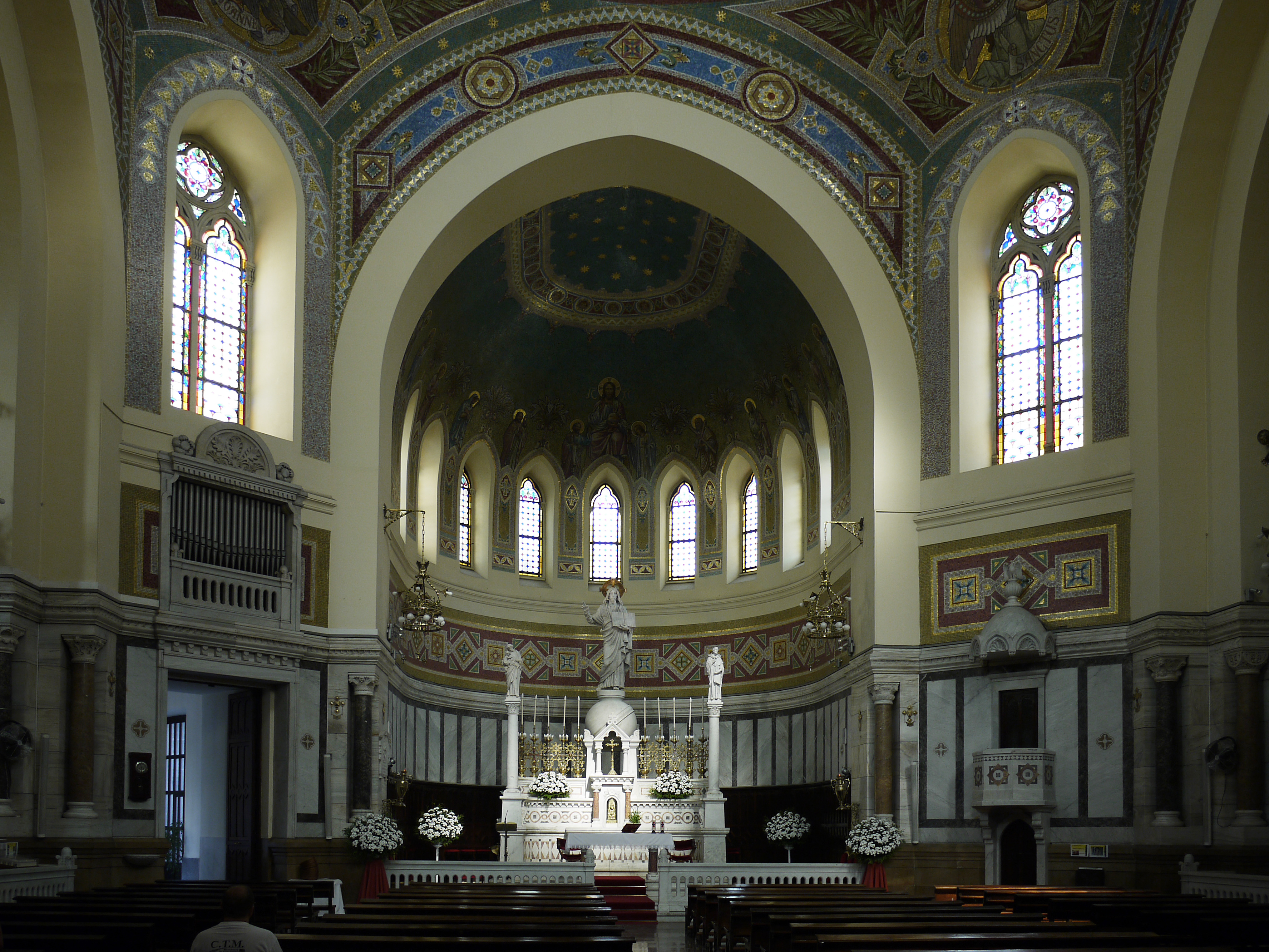
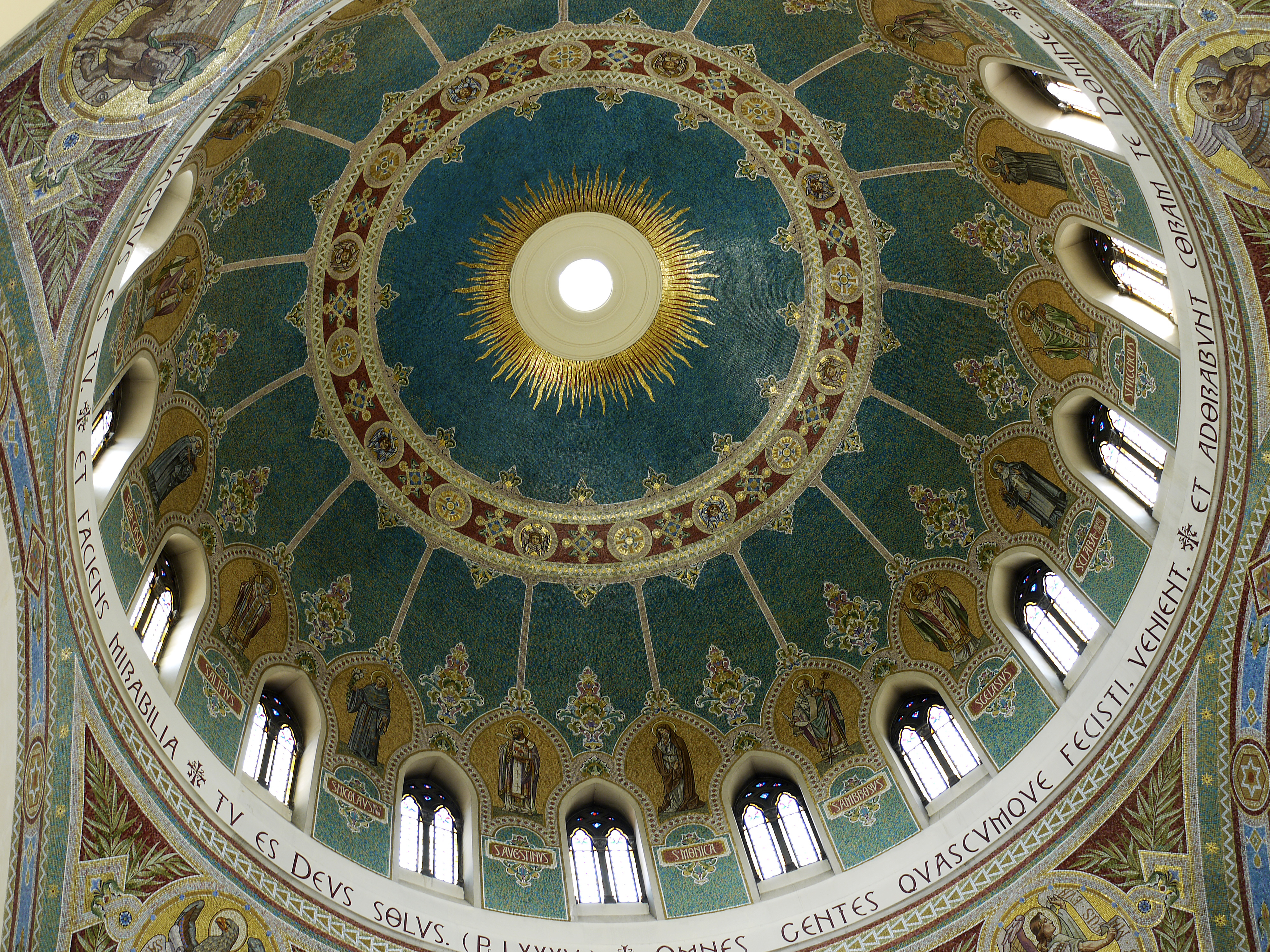
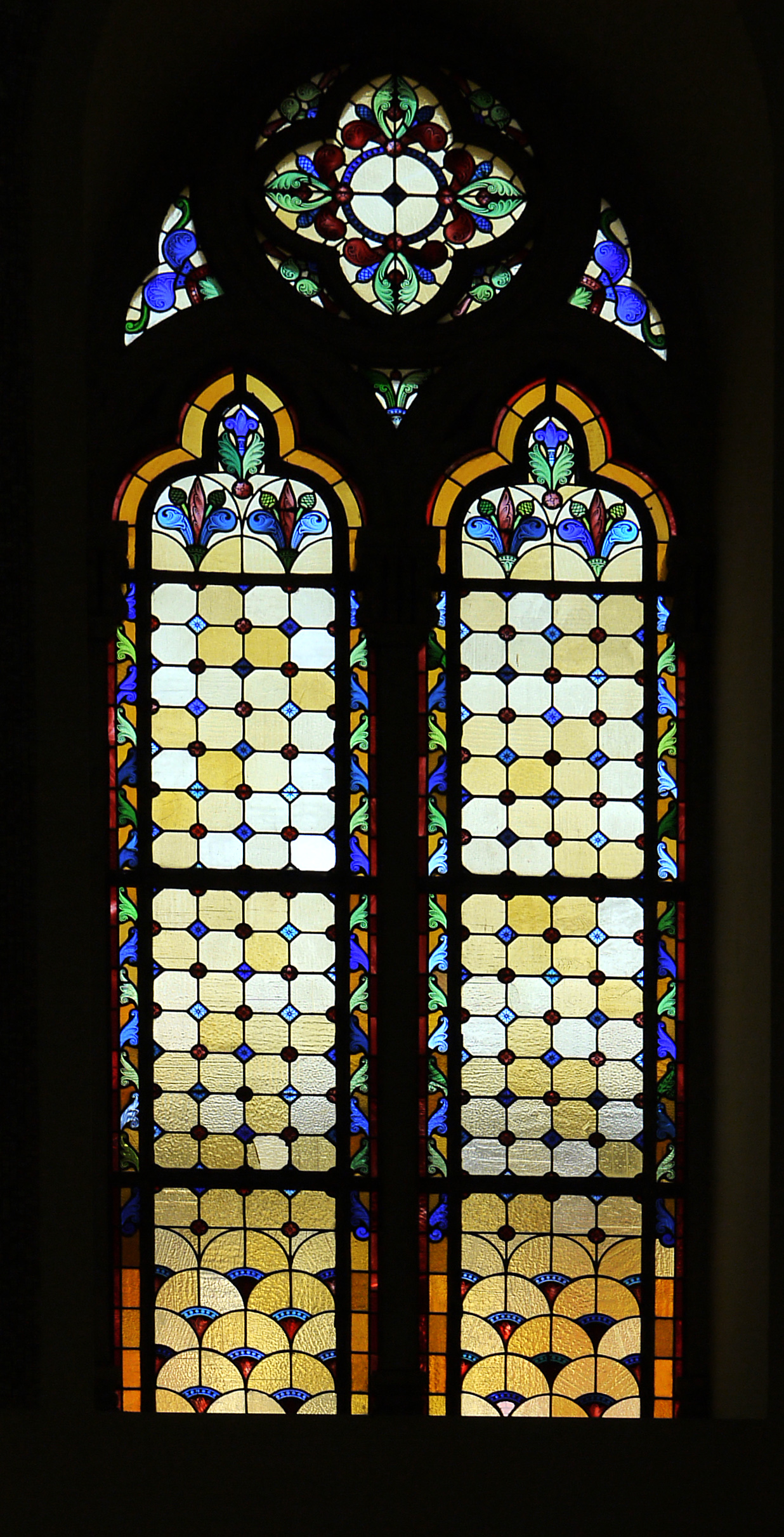